# تفجير مطعم متزا
تفجير مطعم ماتزا هو تفجير نفذته حركة المقاومة الإسلامية (حماس) في 31 مارس 2002، حيث قام فلسطيني بتفجير قنبله داخل مطعم متزا في مدينة حيفا بإسرائيل، مما أدى لمقتل 16 إسرائيلي وإصابة أكثر من 40 أخرين.

## الهجوم
وقع الهجوم في الساعة 14:45 خلال عيد الفصح، وكان المطعم مزدحمًا، وقد جاء التفجير بعد أربعة أيام فقط من التفجير الذي وقع في نتانيا.

## المُنفِّذون
أعلنت حركة حماس مسؤوليتها عن الهجوم، وأشارت إلى أن التفجيرات ستستمر طالما استمر الحصار على رئيس السلطة الوطنية الفلسطينية ياسر عرفات في رام الله. وأضاف الناطق باسم حماس إن منفذ الهجوم هو الشاب شادي طوباسي 22 عامًا من مدينة جنين .